# The Clubman and the Tramp
The Clubman and the Tramp er en amerikansk stumfilm fra 1908 af D. W. Griffith.

## Medvirkende
- Florence Lawrence som Bridget
- Linda Arvidson
- John R. Cumpson
- George Gebhardt
- Robert Harron